# El casamiento engañoso
El casamiento engañoso (deutsch Die betrügerische Heirat, Die betrügliche Heirat oder Die betrogene Eifersucht) ist eine Novelle von Miguel de Cervantes. Die Novelle erschien 1613 in Madrid als Teil der Novelas ejemplares und dient der in den Novelas ejemplares folgenden Novelle El coloquio de los perros als Einleitung: Durch El casamiento engañoso wird El coloquio de los perros als Ohrenzeugenbericht eines tatsächlichen Zwiegesprächs zwischen Hunden ausgegeben.

## Kurzbeschreibung
Der Fähnrich Campuzano verlässt nach längerer Behandlung das Krankenhaus und begegnet einem alten Bekannten, dem er die Geschichte einer gescheiterten Kurz-Ehe berichtet sowie von einem belauschten Gespräch zwischen zwei Hunden.

## Inhaltsangabe
Der Fähnrich Campuzano verlässt „das Auferstehungs-Hospital, das außerhalb Valladolids vor dem Campo-Tore liegt“ und begegnet einem alten Bekannten, dem Lizentiaten Peralta, der wegen Blässe und Magerkeit Campuzanos schockiert ist, ihn zu sich nach Hause einlädt und Kost und Logis anbietet. In Peraltas Wohnung berichtet Campuzano, dass er in dem Gasthaus, in dem er wohnte, eine verschleierte Dame kennen gelernt habe: Estefanía Caicedo. „Ob es Berechnung war oder Zufall war, weiß ich nicht, jedenfalls ließ die Dame“, so Campuzano, „eine schneeweiße Hand mit sehr schönen Ringen sehen“, nach deren Anblick er sich verzehrt, als sie weg ist. Allerdings hat er sie von seinem Diener verfolgen lassen, kreuzt am Folgetag bei ihr auf und macht ihr vier Tage lang den Hof, sehr angetan von ihrer hübsch eingerichteten Wohnung, deren Einrichtungsgegenstände Estefanía auf 2500 Taler taxiert. „Der schöne Hausrat, den ich mir sogleich in Bargeld umgewandelt vorstellte, stach mir derartig ins Auge“, so Campuzano, der seinerseits behauptet, seine Sachen seien 2000 Taler wert. Er macht Estefanía zur „Herrin meines Herzens und meines Vermögens“, von dem er Peralta gegenüber allerdings später angibt, dass es lediglich erlogen worden sei. Nach drei Tagen Aufgebot wird die Hochzeit gefeiert. „Sechs Tage genoß ich so die Freuden des Ehelebens und führte mich in ihrem Hause auf wie der verschwenderische Eidam eines reichen Schwiegervaters“, berichtet Campuzano seinem Zuhörer. Am Morgen des siebten Tages allerdings kommt die wahre Besitzerin der Wohnung, Clementa Bueso, samt männlicher Begleitung und Dienerschaft. Die Neuankömmlinge stellen Estefanía zur Rede, die gerade noch genug Zeit hatte, Campuzano gegenüber zu behaupten, Clementa sei eine Freundin, die mit der hübschen Wohnung ihre männliche Begleitung zum Gatten gewinnen wolle. „Estefania versprach mir, die ganze Sache würde nur acht Tage dauern, und wir würden inzwischen zu einer anderen Freundin ziehen“, wo ihr Zimmer allerdings schon vom Ehebett ausgefüllt wird. Die Eheleute beginnen sich wegen der Enge zu zanken, und als Estefania ihren Mann einmal allein lässt, fragt die Wohnungsbesitzerin, was es mit dem Gezänk auf sich hätte. Campuzano gibt Estefanias Version der Geschichte wieder, die von der Wohnungsbesitzerin wahrheitsgemäß korrigiert wird. Campuzano verlässt die Wohnung, um Estefania zu suchen und zur Rede zu stellen. Die Suche bleibt vergeblich. Als Campuzano zurückkommt, war Estefania schon da und hat sich mit seinen Sachen auf und davon gemacht, da sie von der Wohnungsbesitzerin erfuhr, dass Campuzano nun die Wahrheit kenne. Alles, was Campuzano bleibt, ist ein Reisekleid. „Ich sehe schon ein, daß ich betrügen wollte und selbst betrogen wurde und somit in meine eigene Falle gegangen bin“, doch „all das Unglück, das mich traf, soll mir nachträglich willkommen sein, denn es war der Anlaß, daß ich ins Hospital kam, wo ich das sah, was ich Euch nun erzählen will“. Campuzano händigt Peralta den Text der Novelle El coloquio de los perros aus, die in den Novelas ejemplares als Nächstes folgt, und Peralta beginnt zu lesen.

## Textanalyse
Bei El casamiento engañoso handelt es sich weitgehend um eine auktorial erzählte Kurzgeschichte nach italienischem Vorbild, aber auch um einen spannungsfördernden Prolog für die in den Novelas ejemplares folgende Novelle El coloquio de los perros. Ort der Handlung von El casamiento engañoso ist Valladolid. Die Rahmenhandlung für die Rückblende umfasst wenige Stunden, die Handlung der Rückblende rund drei Wochen.

### Themen
Titelthema ist eine Geschichte um einen betrogenen Möchtegern-Betrüger, der sich zunächst nur in das Auftreten, dann den vermeintlichen Besitz einer mysteriösen Frau verguckt. Dieser Handlungsstrang macht etwa vier Fünftel der Novelle aus. Das restliche Fünftel dient als Appetitanreger und Anknüpfungspunkt für die folgende, weitaus umfangreichere Novelle El coloquio de los perros: Campuzano schildert die Umstände des belauschten Hunde-Gesprächs und lobt das Niveau der Hunde-Unterhaltung.

### Figuren
Hauptfiguren
- Campuzano: Der Fähnrich ist ein betrogener Betrüger und hält sich für raffinierter, als er ist. Ein stattlicher Mann, als er Estefania kennenlernt,[5] kommt dieser Hochstapler nach Ende der ehelichen Affäre in einem erbarmungswürdigen Zustand aus dem Krankenhaus: „seine Beine waren schwach, sein Gesicht gelblich blaß“.[3]
- Peralta: Der Lizenziat ist ein geduldiger Zuhörer, allerdings sehr skeptisch, als das Thema hin zu dem Zwiegespräch zwischen Hunden wechselt.[18]
- Estefanía Caicedo: Sie ist eine geheimnisvolle Dame, etwa 30 Jahre alt, „zwar nicht außergewöhnlich schön“, hat „aber das gewisse Etwas“.[6] Dieser Hochstaplerin haftet etwas Verruchtes an, und sie weiß es: „Ich bin eine Sünderin gewesen und bin es noch heute“.[7]

Namentlich genannte Nebenfiguren
- Hauptmann Pedro de Herrera: Er ist mit Campuzano in dem Gasthaus, als Campuzano Estefania kennenlernt.[5]
- Clementa Bueso: Sie ist die eigentliche Besitzerin jener Wohnung, deren Besitzerin zu sein Estefania ihrem Galan Campuzano gegenüber vorgibt.[12]
- Lope Meléndez de Almendárez: Er begleitet Clementa Bueso, als sie die von Estefania okkupierte Wohnung betritt.[19]
- Hortigosa: Sie ist die Kammerfrau von Clementa Bueso und findet angesichts der Dreistigkeit von Estefania als Erste die Worte wieder.[20]

## Nachwirkung
John Fletcher adaptierte die Novelle durch sein Theaterstück Rule a Wife and Have a Wife.

## Deutschsprachige Textausgaben
- Miguel de Cervantes Saavedra: Die betrügerische Heirat. In: Miguel de Cervantes Saavedra: Meistererzählungen: Die Beispielhaften Novellen. (=detebe-Klassiker. Band 22527). Aus dem Spanischen von Gerda von Uslar. Diogenes, Zürich 1993. ISBN 3-257-22527-X. S. 598–617.
- Miguel de Cervantes Saavedra: Die betrügerische Heirat. In: Miguel de Cervantes Saavedra: Sämtliche Erzählungen. Aus dem Spanischen von Gerda von Uslar. Anaconda, Köln 2016. ISBN 978-3-7306-0330-7. S. 598–617.